# Krestovski ostrov (métro de Saint-Pétersbourg)
Pour les articles homonymes, voir Krestovski ostrov et Krestovski.
Krestovski ostrov (en russe : Кресто́вский о́стров) est une station de la ligne 5 du Métro de Saint-Pétersbourg. Elle est située dans le raïon de Petrograd, à Saint-Pétersbourg en Russie.
Mise en service en 1999, elle est transférée à la ligne 5 en 2009, elle est depuis desservie par les rames circulants sur cette ligne.

## Situation sur le réseau

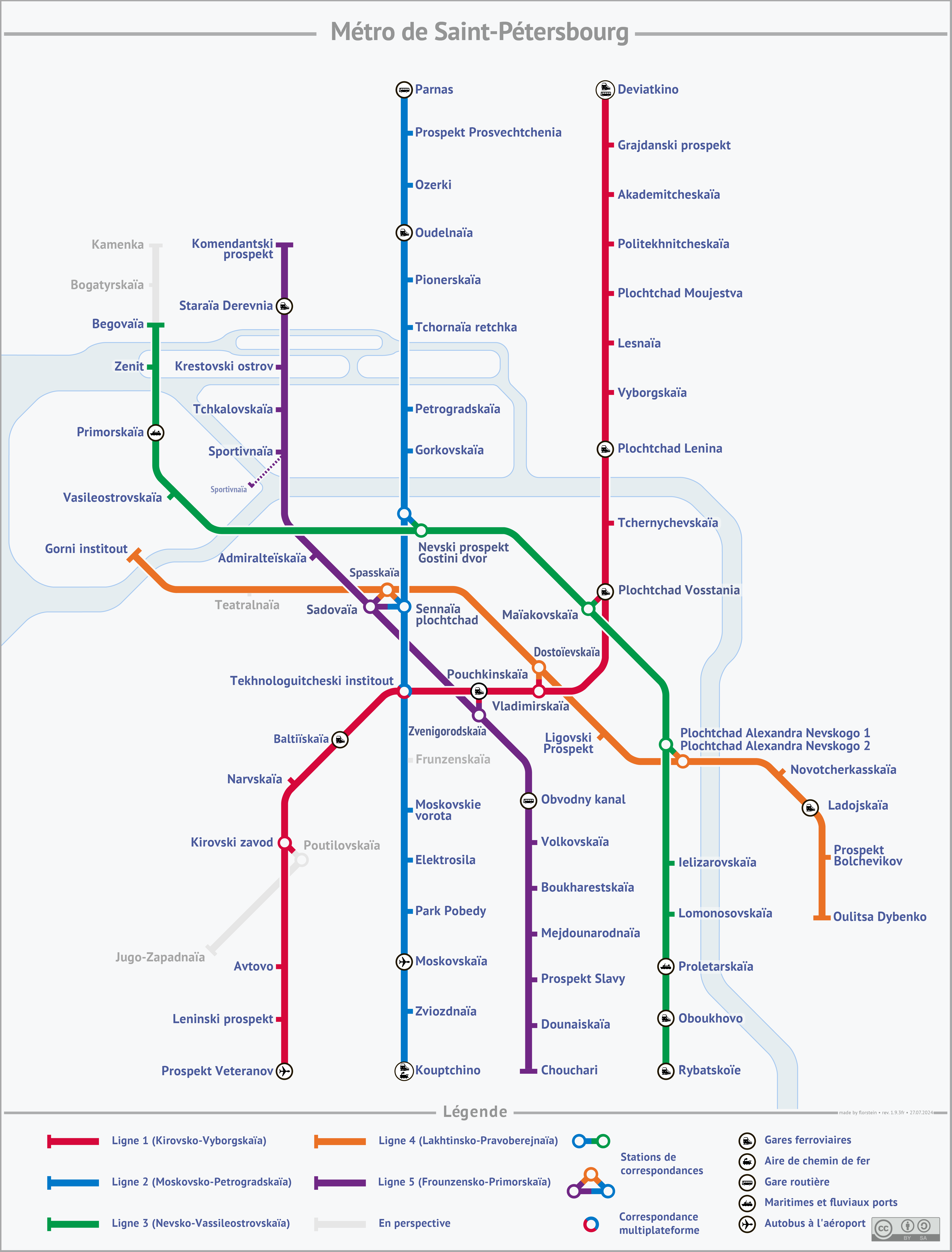
Plan du métro.

Établie en souterrain, à 49 mètres de profondeur, Krestovski ostrov est une station de passage de la ligne 5, du métro de Saint-Pétersbourg. Elle est située entre la station Staraïa Derevnia, en direction du terminus nord Komendantski prospekt, et la station Tchkalovskaïa, en direction du terminus sud Chouchary.
La station dispose d'un quai central encadré par les deux voies de la ligne. 

## Histoire
La station Krestovski ostrov est mise en service le 3 septembre 1999, lors de son ajout sur la ligne 4.
Elle est intégrée à la ligne 5 le 7 mars 2005, lors du transfert de la section de Sadovaïa  à Komendantski prospekt pour la création de cette ligne.

## Services aux voyageurs

### Accès et accueil
Elle dispose, en surface, d'un pavillon d'accès, en relation avec le nord du quai par un tunnel en pente équipé de trois escaliers mécaniques.

### Desserte
Tchkalovskaïa est desservie par les rames de la ligne 5 du métro de Saint-Pétersbourg.

Installations et desserte
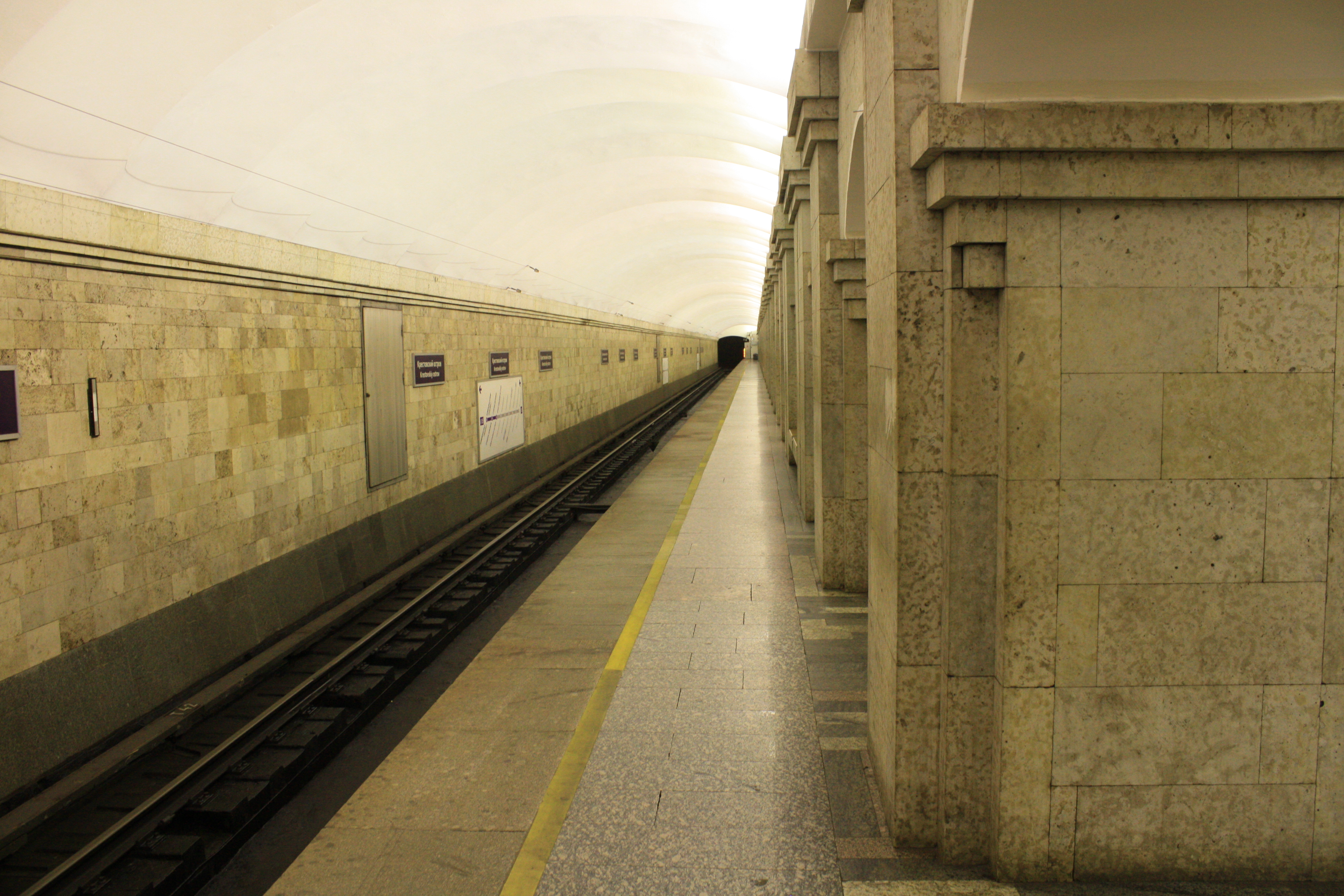
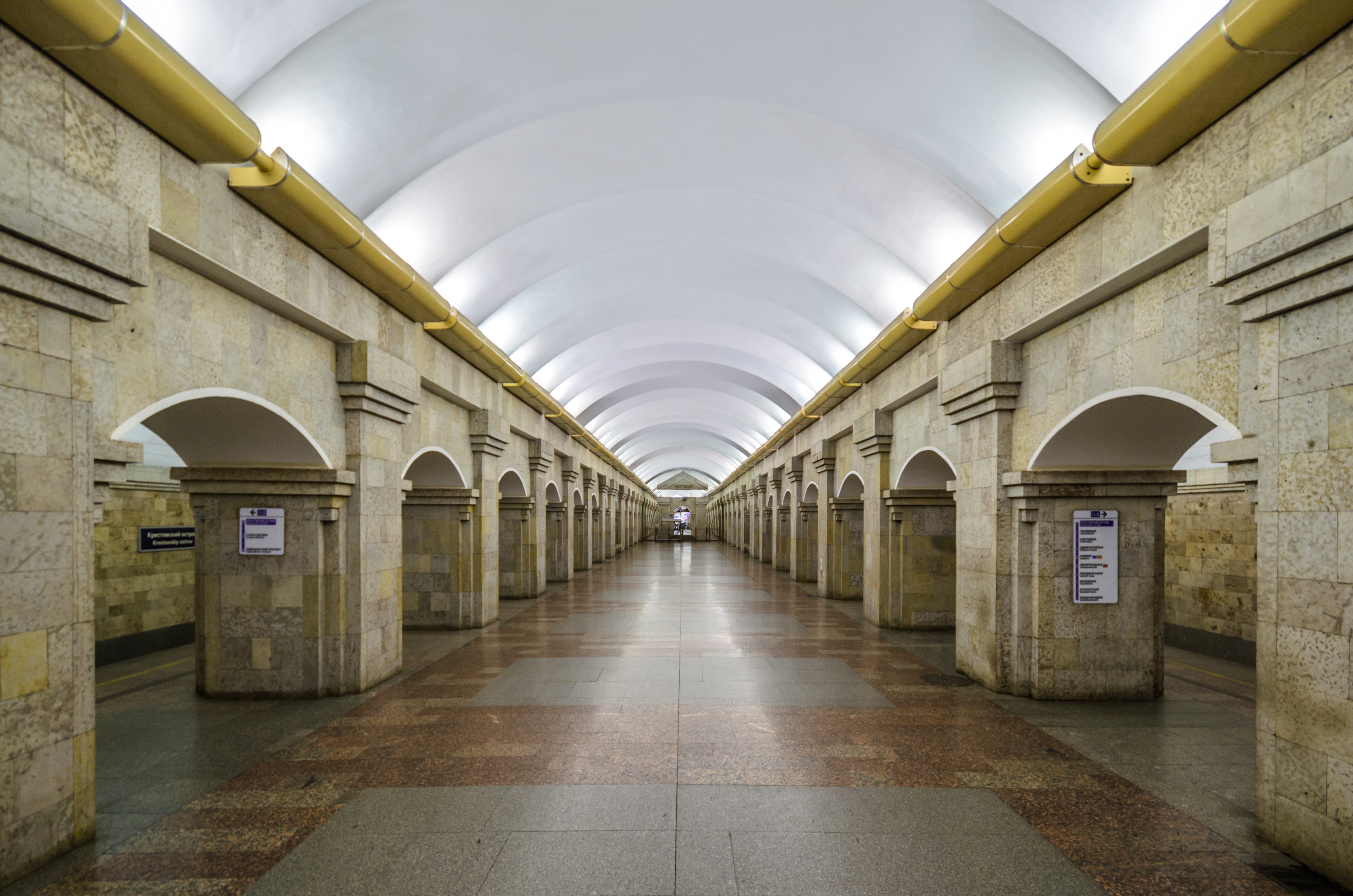
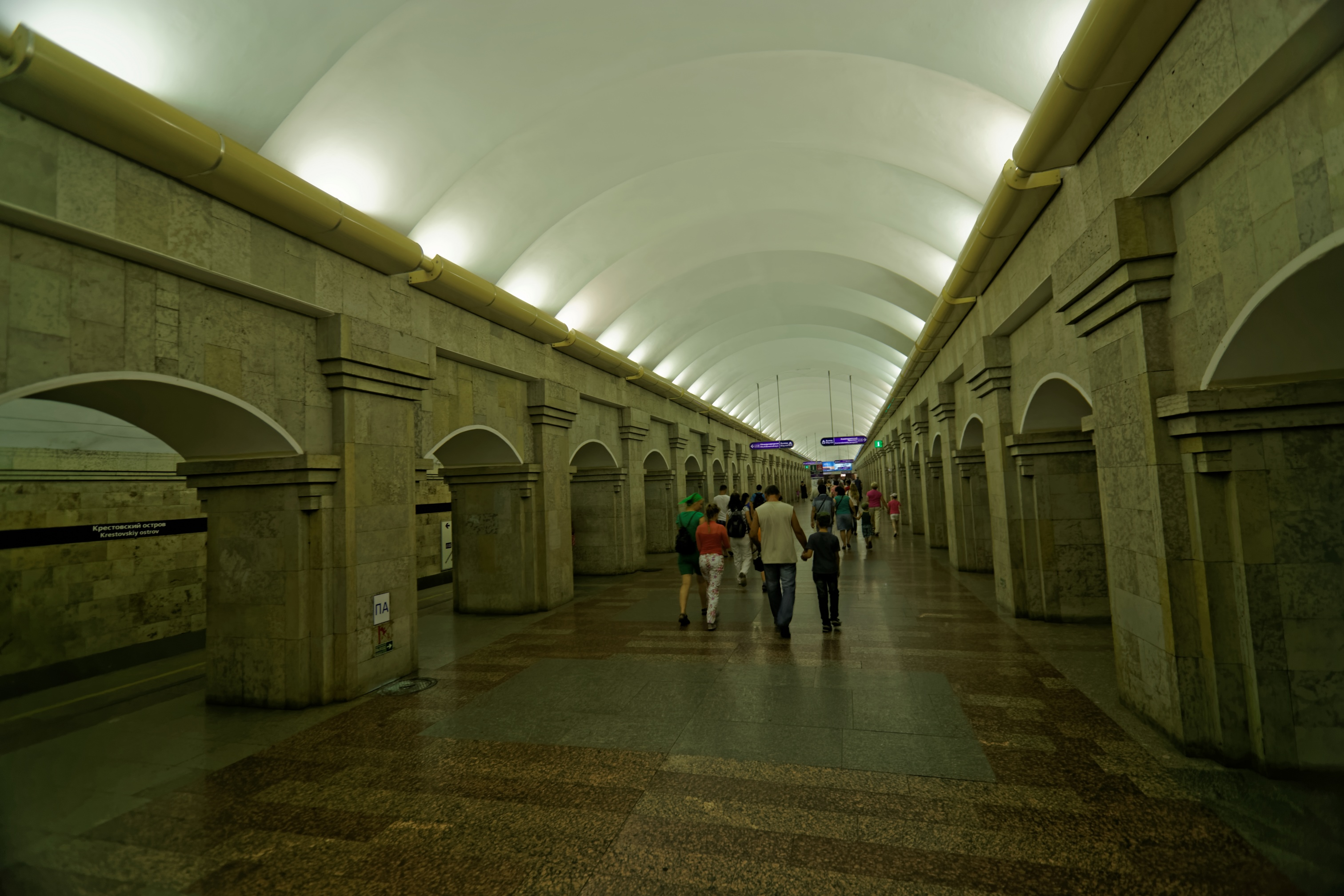

### Intermodalité
Des arrêts de bus sont desservis par plusieurs lignes.